# Botanica in Originali

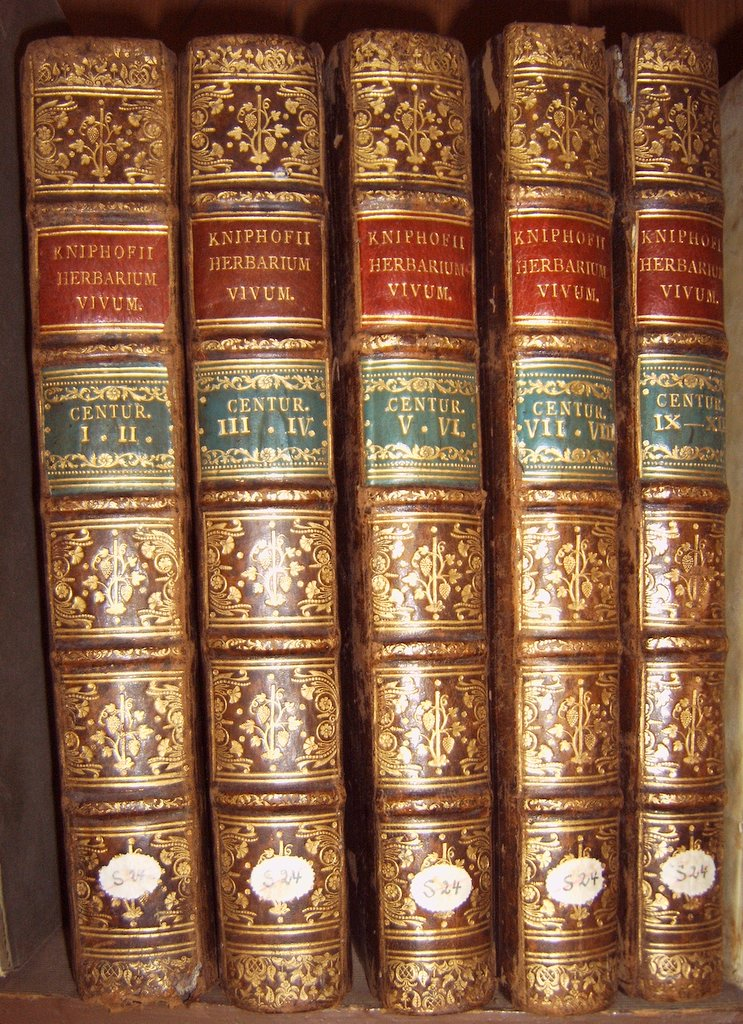
Botanica in Originali

Die Botanica in Originali des Arztes und Botanikers Johann Hieronymus Kniphof erschien 1733 als Erstauflage im Verlag von Johann Michael Funcke und war ein bedeutendes Herbarium.
Als erstes bedeutendes Herbarium seiner Epoche verwendete Kniphof die damals recht neue Linné-Nomenklatur. Auch entwickelte Kniphof die Technik des Naturselbstdruckes entscheidend weiter und ermöglichte so eine bis dahin nicht gekannte Detailtreue der dargestellten Pflanzen. Die Erstausgabe bestand aus 200 Naturselbstdrucken. 1747 erschien die zweite Auflage mit 1185 Tafeln und 1758 schließlich die dritte Auflage mit 1200 Abbildungen.
Die Botanica in Originali gilt als modernstes Herbarium seiner Zeit und brachte die damals besten Abbildungen der Pflanzen mit deren ausführlichen Beschreibungen zusammen. Noch heute spielt dieses Werk in der Botanik eine Rolle, beispielsweise zur  Erforschung der Entwicklung von Nutzpflanzen.

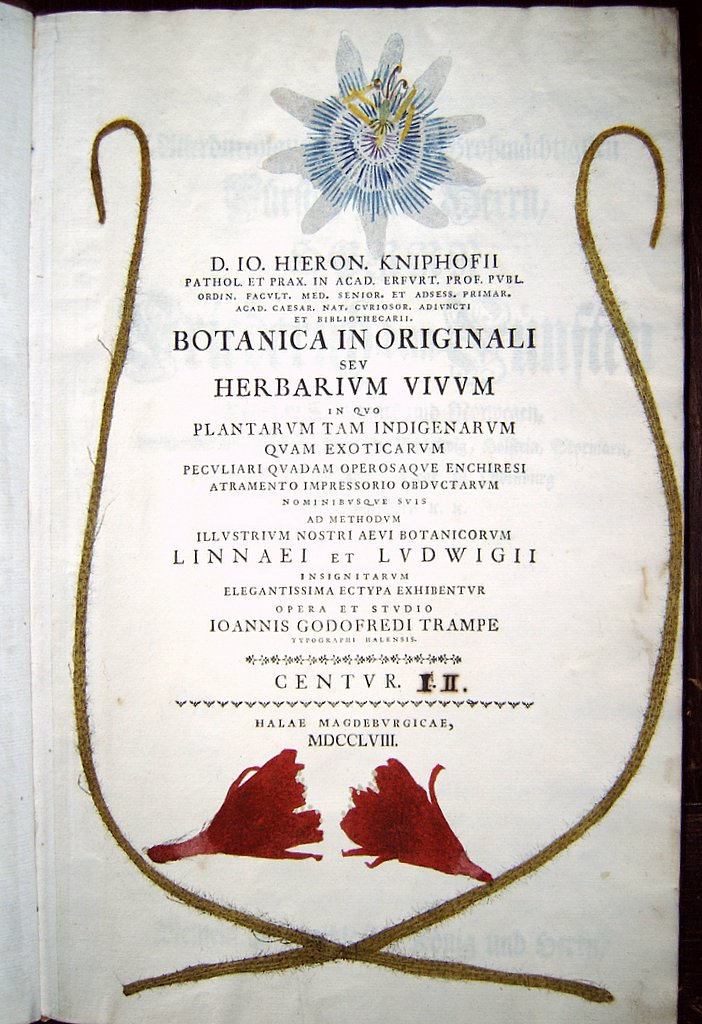
Titelblatt
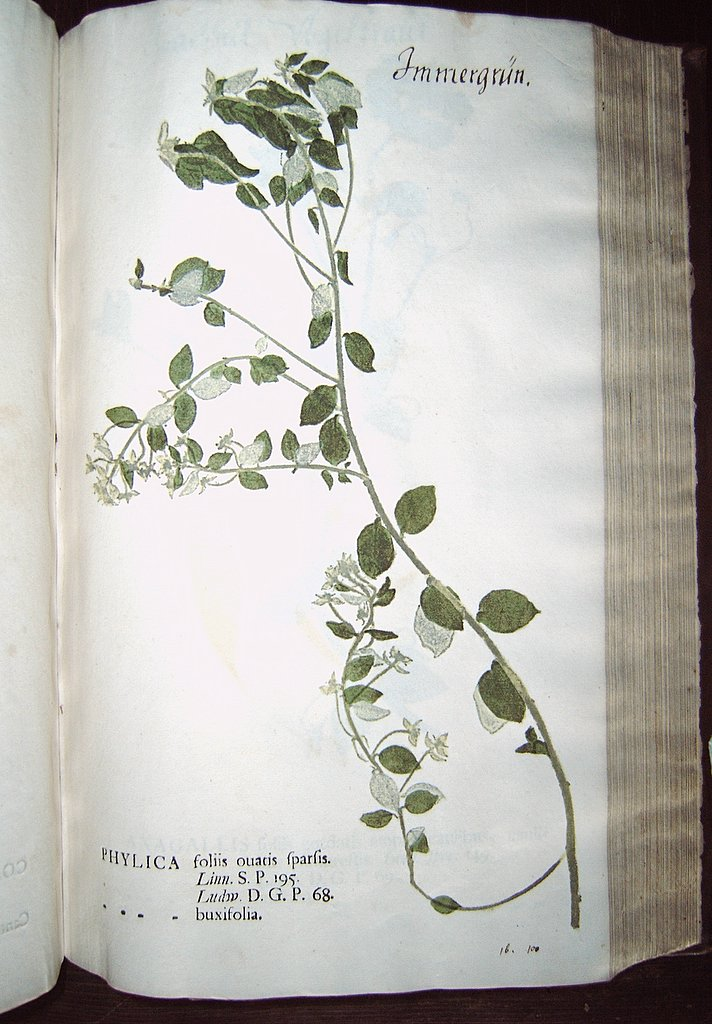
Phylica buxifolia
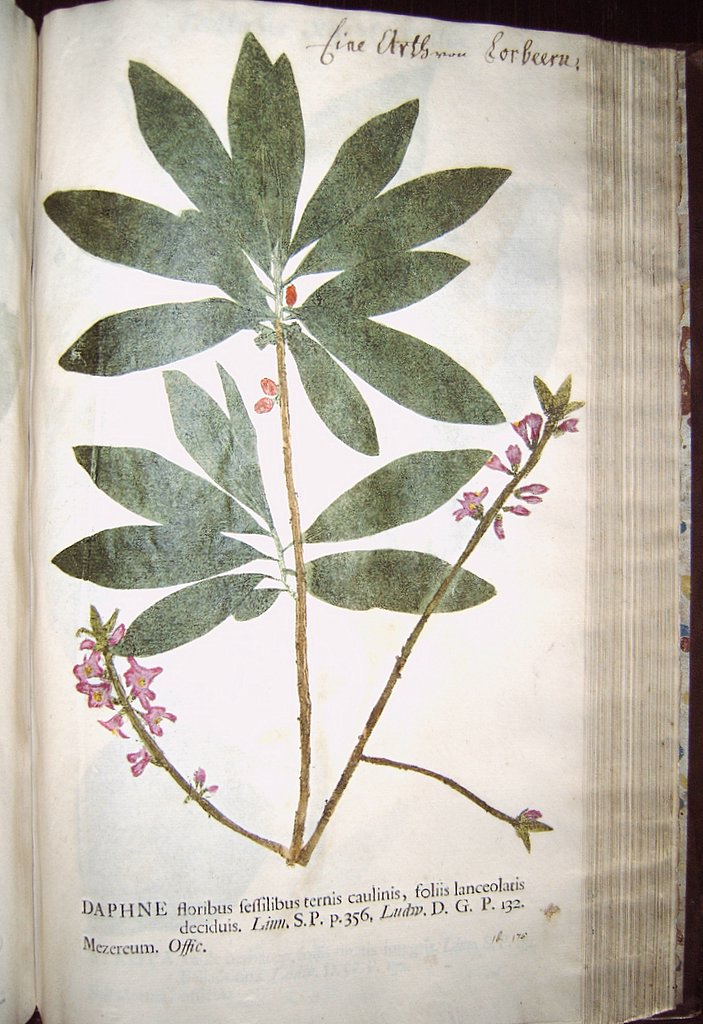
Daphne mezereum
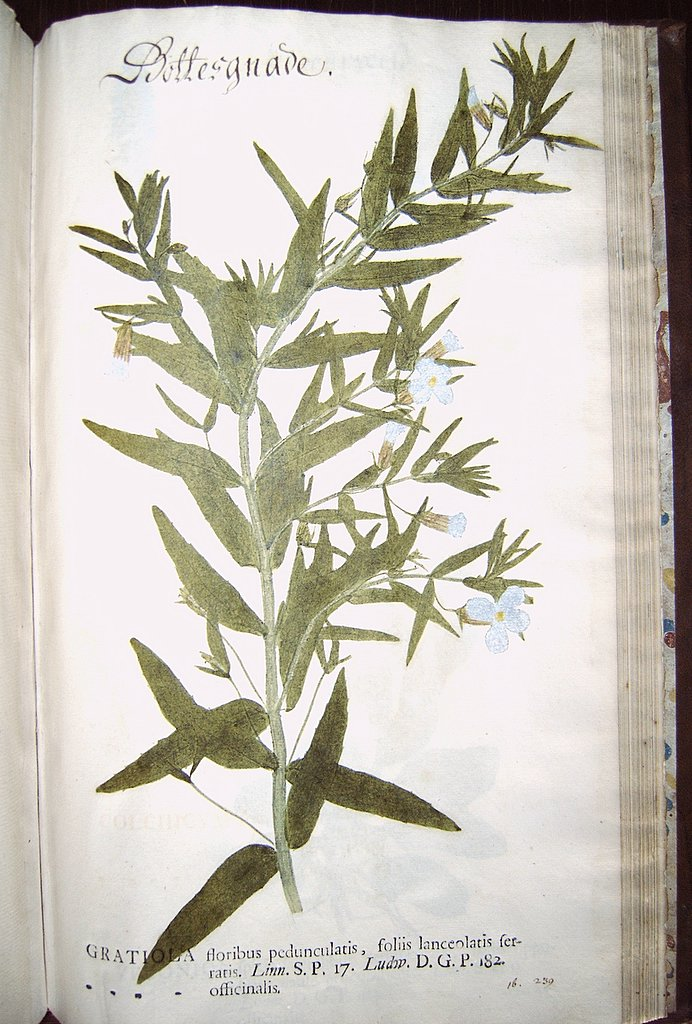
Gratiola officinalis
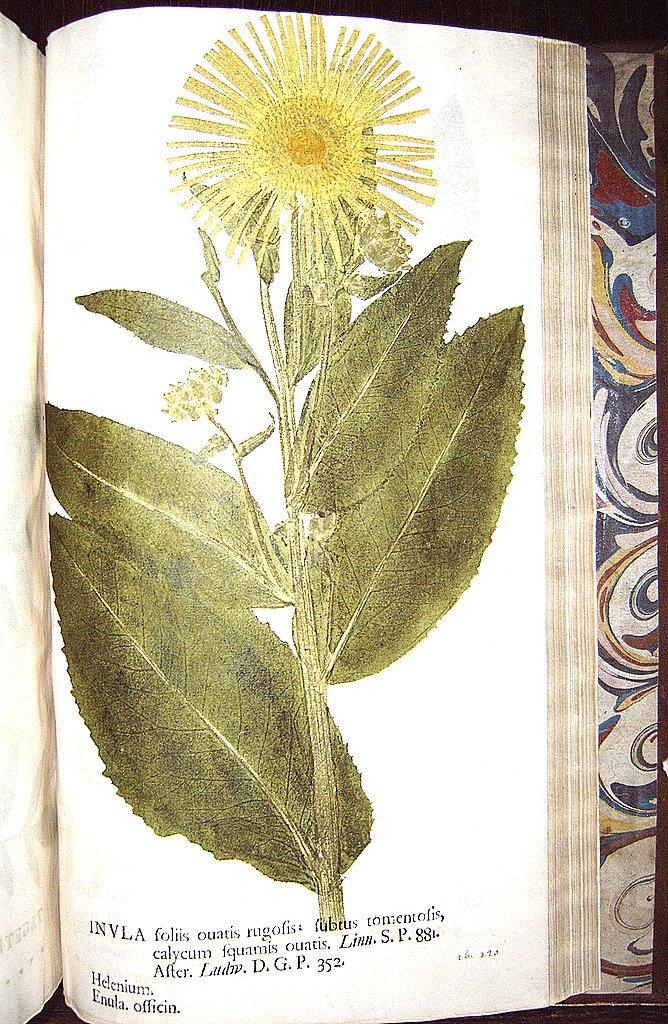
Inula helenium
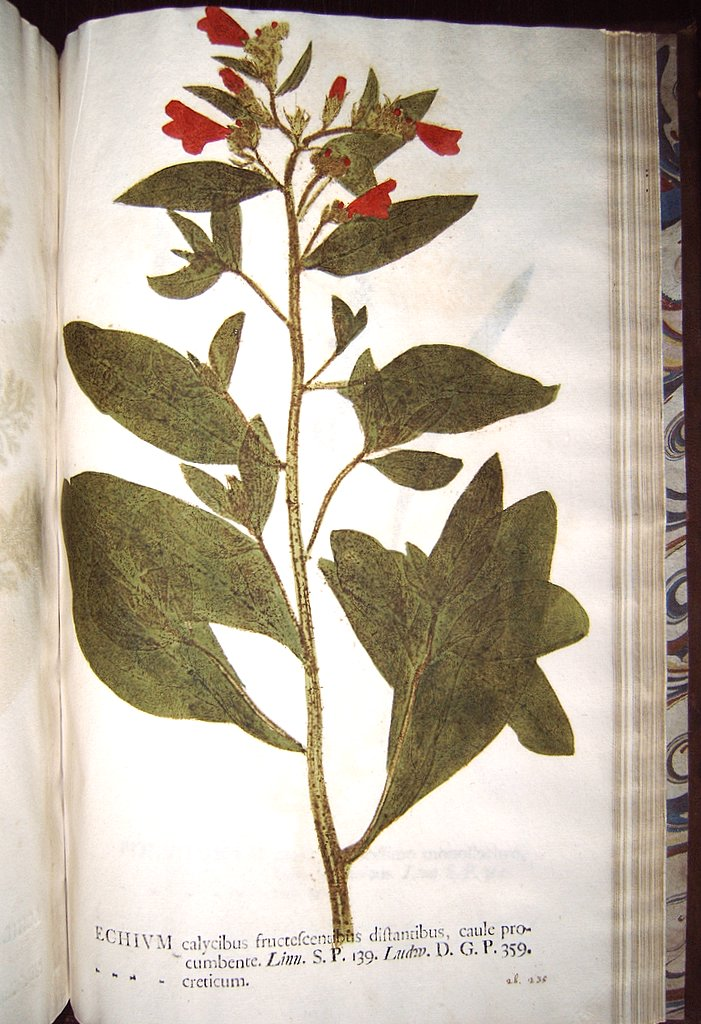
Echium creticum